# Ultra Vortek
Ultra Vortek is een videospel voor het platform Atari Jaguar. Het spel werd uitgebracht in 1995. Het spel is Engelstalig en wordt met de gamepad bedient. 

## Personages
The MeatHackers:
- Lucius
- Dreadloc

The PowerShifters:
- Volcana
- Mercury
- Grok

The Society of Machines, Androids en Cyborgs:
- Skullcrusher
- Buzzsaw

Verborgen karakters:
- Carbon
- The Guardian
- Shadows

## Ontvangst
Het spel werd wisselend ontvangen:
| Beoordeeld door                      | Jaar | Score |
| ------------------------------------ | ---- | ----- |
| The Video Game Critic                | 2006 | 83%   |
| Just Games Retro                     | 2007 | 80%   |
| Video Games & Computer Entertainment | 1995 | 70%   |
| neXGam                               | 2006 | 69%   |
| The Atari Times                      | 2001 | 65%   |
| Game Players                         | 1995 | 62%   |
| All Game Guide                       | 2007 | 60%   |
| Game Zero                            | 1995 | 55%   |
| GamePro (US)                         | 1995 | 50%   |
| Game Informer Magazine               | 2003 | 5%    |